# Paimbœuf
Paimbœuf ist eine französische Gemeinde mit 3.030 Einwohnern (Stand: 1. Januar 2022) im Département Loire-Atlantique in der Region Pays de la Loire. Die Gemeinde gehört zum Arrondissement Saint-Nazaire und zum Kanton Saint-Brevin-les-Pins. Die Einwohner werden Paimblotins genannt.

## Geografie
Paimbœuf liegt rund 45 Kilometer westlich von Nantes am Ästuar der Loire im Pays de Retz. Umgeben wird Paimbœuf von den Nachbargemeinden Corsept im Westen, Saint-Père-en-Retz im Süden und Saint-Viaud im Osten. Auf der (nördlichen) gegenüberliegenden Seite des Ästuars liegen die Gemeinden Donges im Norden und Nordwesten, La Chapelle-Launay im Nordosten sowie Frossay im Osten und Nordosten.
In der Gemeinde endet die von Chartres kommende frühere Route nationale 23 (heutige D723).

## Geschichte
Noch im Mai 1918 richteten die US-Streitkräfte hier eine Basis für Marineflieger ein, die mit dem Waffenstillstand von Compiègne wieder geschlossen wurde.

### Bevölkerungsentwicklung
| Jahr      | 1962 | 1968 | 1975 | 1982 | 1990 | 1999 | 2006 | 2017 |
| Einwohner | 3580 | 3802 | 3565 | 3321 | 2842 | 2762 | 3054 | 3090 |

## Sehenswürdigkeiten
- Kirche Saint-Louis, neobyzantinischer Bau
- Leuchtturm
- Sternengarten
- Menhir Pierre Pointue; auch Menhir du Petit Paimboeuf

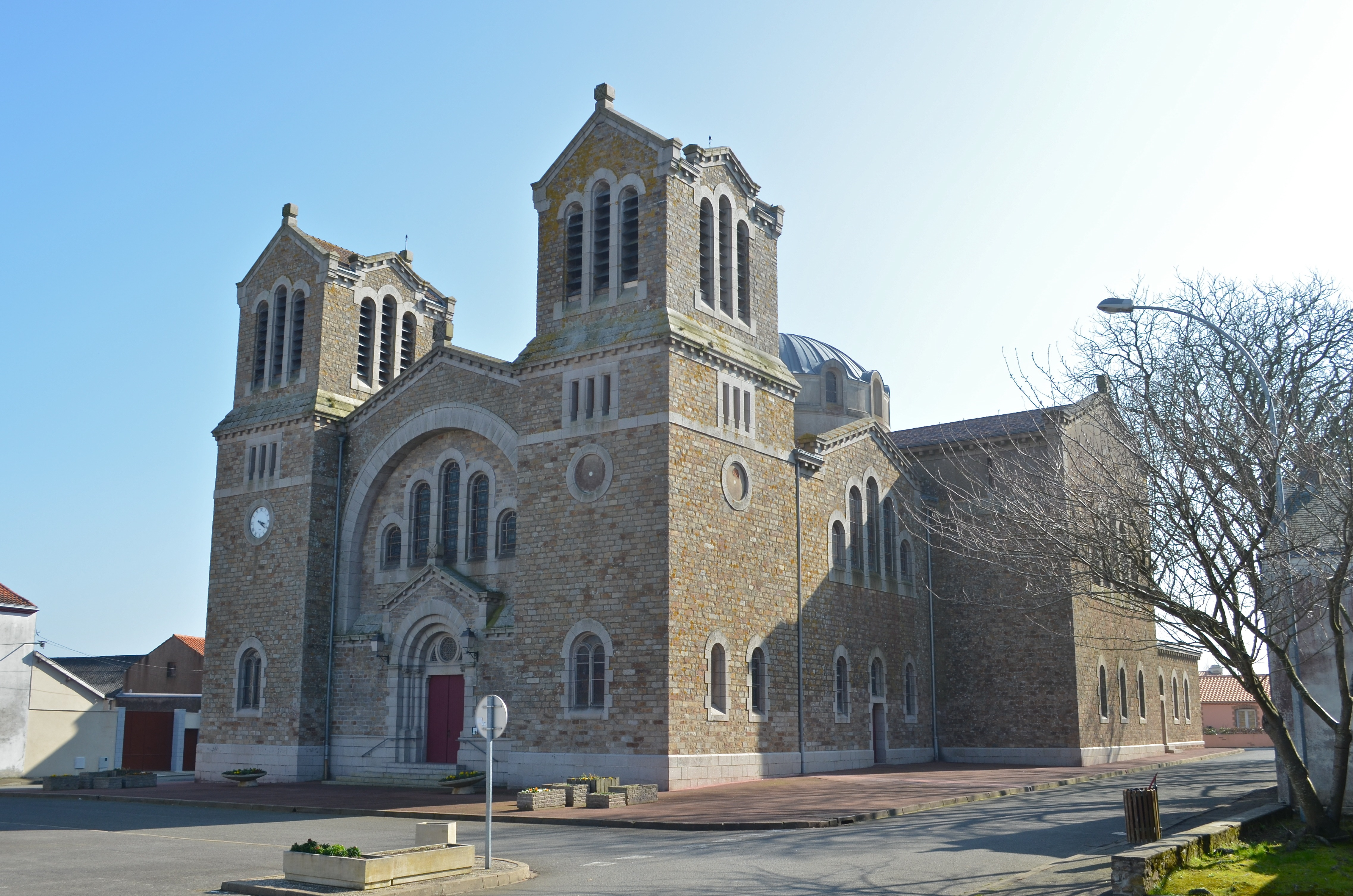
Kirche Saint-Louis

## Persönlichkeiten
- Marie Cazin (1844–1924), Malerin
- Georges Bareau (1866–1931), Bildhauer
- Pierre-Louis Basse (* 1958), Journalist und Schriftsteller